# Sengai Aaliyan
Kanthaiya Kunarasa hay Senkaialiyan (tiếng Tamil: செங்கை ஆழியான்) là một nhà văn tiếng Tamil người Sri Lanka nổi lên sau những năm 1960. Ông cũng là tác giả của một số cuốn sách phi hư cấu.

## Tiểu sử
Kunarasa sinh năm 1941 tại Jaffna và mất ngày 28 tháng 2 năm 2016. Ông tốt nghiệp Đại học Ceylon, Peradeniya và sau đó lấy bằng Tiến sĩ Địa lý (Sử dụng đất và định cư) tại Đại học Jaffna. Không chỉ là một nhà văn giàu kinh nghiệm, ông còn là một nhà phê bình nổi tiếng trong giới văn học. Ông có hơn ba mươi tiểu thuyết và ba thành tựu trong lĩnh vực lịch sử hư cấu. Kunarasa đã hơn sáu lần được trao giải thưởng Sahithiya Mandala vì thành tích viết tiểu thuyết và truyện ngắn. Một số truyện ngắn của ông đã được dịch sang tiếng Sinhala và xuất bản trên các tuần báo như Silumina, Vivarana, Ravaya, và như thế. Một trong những cuốn tiểu thuyết của ông, tên là 'The Beast', đã được dịch sang tiếng Anh.

## Sách đã viết
| Tên                                            | Thể loại         |
| ---------------------------------------------- | ---------------- |
| Nanthikadal                                    | Truyền thuyết    |
| Aachi Payanam Pagiral                          | Hài              |
| Akkinikunju                                    | Sách hư cấu ngắn |
| Theemtharikitathom                             | Tiểu thuyết      |
| Yalpanathu Rathirigal                          | Sách hư cấu ngắn |
| Vadaikkattu                                    | Tiểu thuyết      |
| Iravinmudivu                                   | Tiểu thuyết      |
| Piralayam                                      | Tiểu thuyết      |
| Kataru                                         | Tiểu thuyết      |
| Kanavugal Katpanaigal Aasaigal                 | Tiểu thuyết      |
| Gangai karai oram                              | Tiểu thuyết      |
| Alaikadalthan Oyatho                           | Tiểu thuyết      |
| Chithrapournami                                | Sách hư cấu ngắn |
| Muttathu Ottaipanai                            | Tiểu thuyết      |
| Ithayame amaithikol                            | Sách hư cấu ngắn |
| Yanai                                          | Tiểu thuyết      |
| Malaiyil nanainthu Veyilil kainthu             | Tiểu thuyết      |
| Malaikaalam                                    | Tiểu thuyết      |
| Mannin thagam                                  | Tiểu thuyết      |
| Kanthavel kottam                               | Truyền thuyết    |
| Janmaboomi                                     | Tiểu thuyết      |
| Yagakundam                                     | Tiểu thuyết      |
| Aaru kal madam                                 | Tiểu thuyết      |
| Kiduguveli                                     | Tiểu thuyết      |
| O! Antha alagiya palaya ulagam                 | Tiểu thuyết      |
| Koththiyin Kathal                              | Hài              |
| Katil kalakum perumoochugal                    | Tiểu thuyết      |
| Orumaiya vattangal                             | Tiểu thuyết      |
| Kadal kottai                                   | Truyền thuyết    |
| Kuveni                                         | Truyền thuyết    |
| Kavodai                                        | Tiểu thuyết      |
| Pootha theevu puthirgal                        | Tiểu thuyết      |
| Iravu near payanigal                           | Sách hư cấu ngắn |
| Kolumbu Lodge                                  | Tiểu thuyết      |
| Maranangal malintha boomi                      | Tiểu thuyết      |
| Pore née po                                    | Tiểu thuyết      |
| Vanum kanal soriyum                            | Tiểu thuyết      |
| Koodillatha natthaigalum Odillatha aamaaigalum | Sách hư cấu ngắn |
| Sambavi                                        | Sách hư cấu ngắn |

## Nghiên cứu
| Tên                         |
| --------------------------- |
| Nallai nagar nool           |
| Eelaththavar varalaru       |
| Yalpana kottai varalaru     |
| 24 mani neram               |
| 12 mani neram               |
| Meendum Yalpanam Erigirathu |
| Thamilar thesam             |

## Sách khác
| Tên                             |
| ------------------------------- |
| Marumalarchi sirukathaigal      |
| Eelakeasari sirukathaigal       |
| Muniyappathasan sirukathaigal   |
| Sambanthar sirukathaigal        |
| Cartoon Ulagil naan by S.Sundar |
| Eelathu munnodi sirukataigal    |
| Mallikai sirukathaigal          |